# Kathi Hock
Kathi Hock, eigentlich Katharina Frey-Hock, (* 26. Oktober 1896 in Aschaffenburg; † 18. Oktober 1979 in München) war eine deutsche Bildhauerin. 
Als Tochter des Malers Adalbert Hock wuchs sie in Aschaffenburg auf. Von 1915 bis 1918 besuchte sie die Staatliche Kunstgewerbeschule in München, im Anschluss daran von 1918 bis 1920 die Holzschnitzschule in Bischofsheim in der Rhön. Ab 1921 arbeitete sie in München im Atelier von Hans Frey, ihrem späteren Ehemann. 1924 nahm sie wie zuvor ihr Vater ein Studium an der Akademie der Bildenden Künste München auf, welches sie 1927 abschloss. 
Seit 1927 arbeitete sie als freischaffende Bildhauerin und war bis 1930 gleichzeitig noch Meisterschülerin an der Akademie der Bildenden Künste. Ihr Tätigkeitsschwerpunkt lag neben München vor allem in Unterfranken, wo heute noch zahlreiche ihrer Werke in Kirchen und im öffentlichen Raum zu sehen sind.
Ihr Grab befindet sich auf dem Waldfriedhof in München-Obermenzing.

## Werke (Auswahl)
- Aschaffenburg:

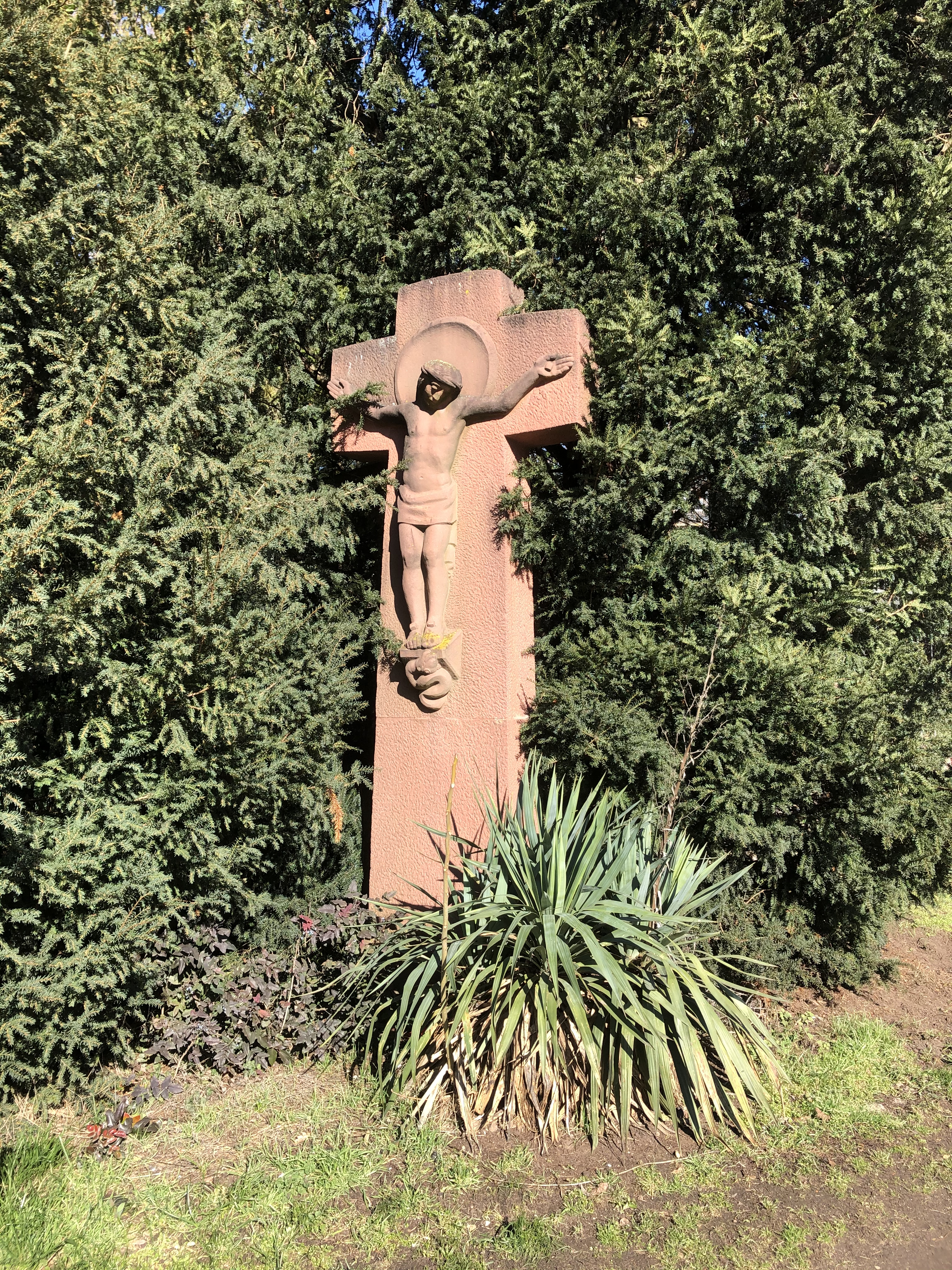
Sandsteinkreuz (1953), Aschaffenburg, Ecke Hofgartenstraße/Würzburger Straße

  - Herz-Jesu-Kirche, Krippenfiguren, Figur „Christuskind auf der Weltkugel“, Josefs-Altar (1932), Figur „Jesus“ (1930), Figur „Maria“ (1930), zwei Figuren am Weihwasserbecken im Eingangsbereich
  - St. Agatha-Kirche, Altar der Bäckerinnung (1950)
  - St. Josef-Kirche, Wandfiguren „Hl. Elisabeth“ und „Hl. Theresa“, Figuren „Hl. Judas Thaddäus“, „Hl. Antonius von Padua“, „Guter Hirte“, „Hl. Josef mit vier Reliefs“ (1934), Majolika „Marienaltar“ (1930)
  - Sandkirche, Figuren „Hl. Aloysius“, „Auferstandener Christus“ (1931)
  - Gentil-Haus, „Grünes Zimmer“, Kachelofen (zusammen mit Hans Frey, 1925/26)
  - Sandsteinkreuz, Ecke Hofgartenstraße/Würzburger Straße (1953)
  - Sparkasse, Modelle für vier Sandsteinfiguren im Parkhof (1928)
- Kahl am Main:
  - Pfarrkirche St. Margareta, Krieger-Gedächtnisaltar (1920)
- Neu-Ulm:
  - Kirche St. Johann Baptist (Architekt: Dominikus Böhm), „Segnende Muttergottes“ am linken Seitenaltar (um 1944)[1]
- Sackenbach (Lohr am Main):
  - St. Bonifatius-Kirche, Figur „Hl. Josef mit Jesuskind“ (1943)
- Mechenhard:
  - St. Josef-Kirche, Figur „Hl. Konrad von Parzan“ an der Emporenbrüstung (1933)
- Würzburg-Frauenland:
  - Pfarrkirche Unsere Liebe Frau, Relief „Hl. Antonius“ (1937)